# Erkent, Pervari
Erkent là một xã thuộc huyện Pervari, tỉnh Siirt, Thổ Nhĩ Kỳ. Dân số thời điểm năm 2008 là 86 người.